# Filip Vecheta
Filip Vecheta (15 febbraio 2003) è un calciatore ceco, attaccante del Karviná.

## Carriera
Cresciuto nel settore giovanile del Slovácko, ha esordito in prima squadra il 25 maggio 2019, in occasione dell'incontro di 1. liga vinto per 2-0 contro il Karviná.

## Statistiche

### Presenze e reti nei club
Statistiche aggiornate al 15 ottobre 2022.
| Stagione        | Squadra         | Campionato      | Campionato | Campionato | Coppe nazionali | Coppe nazionali | Coppe nazionali | Coppe continentali | Coppe continentali | Coppe continentali | Altre coppe | Altre coppe | Altre coppe | Totale | Totale |
| Stagione        | Squadra         | Comp            | Pres       | Reti       | Comp            | Pres            | Reti            | Comp               | Pres               | Reti               | Comp        | Pres        | Reti        | Pres   | Reti   |
| --------------- | --------------- | --------------- | ---------- | ---------- | --------------- | --------------- | --------------- | ------------------ | ------------------ | ------------------ | ----------- | ----------- | ----------- | ------ | ------ |
| 2018-2019       | Slovácko        | 1L              | 0+1        | 0          | CRC             | 0               | 0               |                    | -                  | -                  |             | -           | -           | 1      | 0      |
| 2019-2020       | Slovácko        | 1L              | 0          | 0          | CRC             | 0               | 0               |                    | -                  | -                  |             | -           | -           | 0      | 0      |
| 2020-2021       | Slovácko        | 1L              | 0          | 0          | CRC             | 0               | 0               |                    | -                  | -                  |             | -           | -           | 0      | 0      |
| 2021-2022       | Slovácko        | 1L              | 15+5       | 1+1        | CRC             | 2               | 0               | UECL               | 0                  | 0                  |             | -           | -           | 22     | 1      |
| 2022-2023       | Slovácko        | 1L              | 6          | 0          | CRC             | 0               | 0               | UEL+UECL           | 1+2                | 0                  |             | -           | -           | 9      | 0      |
| Totale carriera | Totale carriera | Totale carriera | 27         | 2          |                 | 2               | 0               |                    | 3                  | 0                  |             | -           | -           | 32     | 2      |

## Palmarès

### Club

#### Competizioni nazionali
- Coppa della Repubblica Ceca: 1

Slovácko: 2021-2022